# Сигунов, Егор Владимирович
Егор Владимирович Сигунов (род. 20 января 1973, Владимир) — общественный деятель, политик, благотворитель, кандидат экономических наук, писатель-публицист.

## Биография
Егор Сигунов родился 20 января 1973 года в городе Владимир. В 1980 году поступил и в 1990 году с отличием закончил Московское суворовское военное училище. С 1996 года обучался во Владимирском государственном техническом университете по специальности инженер конструктор-технолог. В 2000 году поступил в аспирантуру Владимирского государственного технического университета на экономический факультет, где впоследствии защитил кандидатскую диссертацию и получил звание кандидата экономических наук. В 2004 году окончил МЭСИ, специальность — менеджер и в том же году — Владимирский институт бизнеса, специальность — Менеджмент организации. В марте 2015 года учредил газету «Народ против коррупции», является её главным редактором.

## Политическая деятельность
Выдвигался в качестве претендента на пост главы города Гусь-Хрустальный Владимирской области в 2010 году как самовыдвиженец и в 2017 году от Регионального отделения Политической партии «Российская партия пенсионеров за социальную справедливость». На последних выборах досрочно сошел с дистанции по состоянию здоровья. Он является председателем СПК «Большевик» (Камешковский район) и членом Судогодского районного Совета народных депутатов с 2005 года, председателем комиссии по соблюдению законности и правопорядка. С 2013 года — сторонник, позже — член партии «Народ против коррупции». В 2018 году прекратил деятельность в партии.. Сотрудничал с партиями ЛДПР и Справедливая Россия в области поддержки малого и среднего бизнеса и защиты прав граждан. Вступил в партию Гражданская инициатива возглавил региональное отделение, на президентских выборах 2018 года был доверенным лицом Ксении Собчак. 6 июля этого же года попросил освободить его от должности председателя и покинул ряды партии по идеологическим расхождениям с политикой Дмитрия Гудкова и Андрея Нечаева.

## Общественная жизнь
В октябре 2011 года создал пункт обогрева для бездомных людей НКО «Дом солнца», который в течение последующих лет расширял помощь бездомным вплоть до создания полноценного приюта. «Дом солнца» посетили политики и общественные деятели Владимир Жириновский, Павел Грудинин, Явлинский, Сергей Бабурин, Ксения Собчак, Фёдор Конюхов, Александр Росляков, Михаил Светов.
В 2012 году Егора Сигунова избирают членом Общественного совета при УФСИН России по Владимирской области. В дальнейшем он защищал интересов рабочих фабрики «Владимирский трикотаж» и права автовладельцев Владимира.
В 2013 году организовал «Открытие „Академия НКО“» цель которого — создание структуры, позволяющей социально ориентированным НКО получить знания и навыки для своей работы.
В 2014—2015 годах Егор Сигунов раскрывал коррупционные схемы в деятельности различных городских структур
В 2015 году сновал народное движение «Шохина — в отставку!», критиковал мэра города Владимира А. С. Шохина, осуждая его курс развития города Владимира, а также несменяемость его нахождения у власти, выступая за проведение прямого голосования на должность мэра города Владимира
В 2018 году организовал «Семинар Альтернативного Туризма» в границах заказника «Давыдовский» у микрорайона Оргтруд города Владимира. Тогда же стал координатором движения граждан «За чистый город» в Иванове.
В 2019 году Егор Сигунов выявил и напечатал в возглавляемой им газете «Народ против коррупции» нарушения банковской деятельности Кранбанка, предупреждая вкладчиков банка о возможных негативных последствиях. Впоследствии факты подтвердились и банк был лишён лицензии на проведение банковских операций.

## Критика
В период предвыборных кампаний участвовал в неоднозначных акциях, не нашедших поддержку у администрации г. Владимира. Также возникали вопросы у правоохранительных органов к деятельности Егора Сигунова, которые вскоре были закрыты.

## Научные работы и публикации
- Сигунов, Егор Владимирович — Возрождение села: история одного района ISBN 978-5-8311-1155-2
- Егор Владимирович — Село Давыдово: путь к возрождению и процветанию ISBN 978-5-8311-1132-3
- Сигунов Е. В. О бездомном замолвите слово : владимирские хроники / Сигунов Е. В., Фокин И. А. — Владимир : Транзит-ИКС, 2018. — [118] с. ISBN 978-5-8311-1141-5 : ил.
- Шахта : одна не выдуманная история Ивановской губернии. — Заволжск : Издатель Егор Сигунов ; Владимир : Транзит-ИКС, 2018. — 92, [3] с. : ил
- Шилов М. П., Шилов Ю. М., Димитриев А. В., Сигунов Е. В. Сады и ноосфера: монография. / Отв. ред. И. А. Фокин. — Владимир: 2019. — 194 с. ISBN 978-5-8311-1209-2
- Сигунов Е. В. , Фокин И. А. Владимир, 2020, 150 С. Давыдовская пойма — жемчужина Камешковского района
- Народный губернатор. Материалы о политической кампании Максима Шевченко во Владимирской области / Под ред. д.эконом.н. Е. В. Сигунова; авторы-составители Е. В. Сигунов, Фокин И. А.; коллектив авторов. — Владимир, 2018. — 416 с.
- 100 лет территории социальной справедливости. Сборник материалов / Составители и вступ. и заключ. статьи Е. В. Сигунова, И. А. Фокин. — М., 2018. — 611 c.
- ТОВАРИЩ МАКСИМ. Сборник публицистических очерков / Под ред. к.эконом.н. Сигунова Е. В., Фокина И.А; Авт.-ры вступ. и заключит. статей Сигунов Е. В., Фокин И. А. — Владимир: …, 2018. — 195 с.
- Культурно-исторический альманах «Наследие». Суздаль о городе и горожанах Транзит-ИКС, 2018 — 142с.: ил. ISBN 978-5-8311-1157-6 Заозерский Д. С., 2018 Зеленский Р. Д., 2018 Сигунов Е. В., 2018
- Шилов М. П., Сигунов Е. В. Известный акклиматизатор растений Л. П. Шуйский / Отв.ред. И. А. Фокин. — Владимир, из-во «Транзит-ИКС», 2019, 296 с. ISBN 978-5-8311-1223-8

## Премии и награды
- Лауреат золотой медали «Лауреат ВВЦ»[44]
- Лауреат всероссийского фестиваля социальных программ «Содействие» (2 место)[45]